# Microthremma patagonicum
Microthremma patagonicum is een schietmot uit de
familie Helicophidae. De soort komt voor in het Neotropisch gebied.